# Rudnopole
Rudnopole – kolonia kociewska w Polsce położona w województwie pomorskim, w powiecie tczewskim, w gminie Pelplin przy drodze wojewódzkiej nr 229.
W latach 1975–1998 miejscowość administracyjnie należała do województwa gdańskiego.